# Бистриця (Шентруперт)
Бистриця (словен. Bistrica) — поселення в общині Шентруперт, регіон Південно-Східна Словенія, Словенія.